# Зильзе
Зильзе (нем. Sihlsee), (фр. Lac de Sihl) — искусственное озеро в Швейцарии.
Расположено вблизи Айнзидельн на территории кантона Швиц. Водная поверхность озера находится на высоте 889 м над уровнем моря, площадь зеркала — 11,3 км², максимальная глубина — 17 м.
Является самым большим искусственным озером Швейцарии по поверхности с максимальной длиной 8,5 км и максимальной шириной в 2,5 км. Проектирование началось в 1932 году, а сама плотина и ГЭС построена к 1936 году.